# Forte da Figueira
O Forte da Figueira, também referido como Forte do Figueiral, localizava-se na baía do Figueiral, no lugar da Prainha, na freguesia da Vila do Porto, concelho de mesmo nome, na ilha de Santa Maria, nos Açores.
Em posição dominante sobre este trecho do litoral, constituiu-se em uma fortificação destinada à defesa deste ancoradouro contra os ataques de piratas e corsários, outrora frequentes nesta região do oceano Atlântico.

## História
No contexto da Guerra da Sucessão Espanhola (1702-1714) pode estar referido como "O Forte sobre meya Bahia." na relação "Fortificações nos Açores existentes em 1710".
A "Relação" do marechal de campo Barão de Bastos em 1862 localiza-o no lugar da Prainha, e informa que se encontra arruinado.
A estrutura não chegou até aos nossos dias.